# Alexandre Finn
Alexandre Finn est un entraîneur et driver russe de courses au trot attelé, né le 29 novembre 1885 à Saint-Pétersbourg et mort le 22 mars 1963 à Milan. Il remporta six éditions du Prix d'Amérique.

## Biographie
Alexandre Finn nait le 29 novembre 1885 à Saint-Pétersbourg, en Empire russe. À la suite de la révolution d'Octobre, la famille Finn part s'installer en Autriche en 1920. Alors reconnu par ses pairs, Alexandre Finn est appelé en France par Albert-Victor Bulot pour s'occuper de son champion Passeport après un passage par les courses italiennes. Le driver a la particularité de piloter chronomètre en main.

## Palmarès

### En France

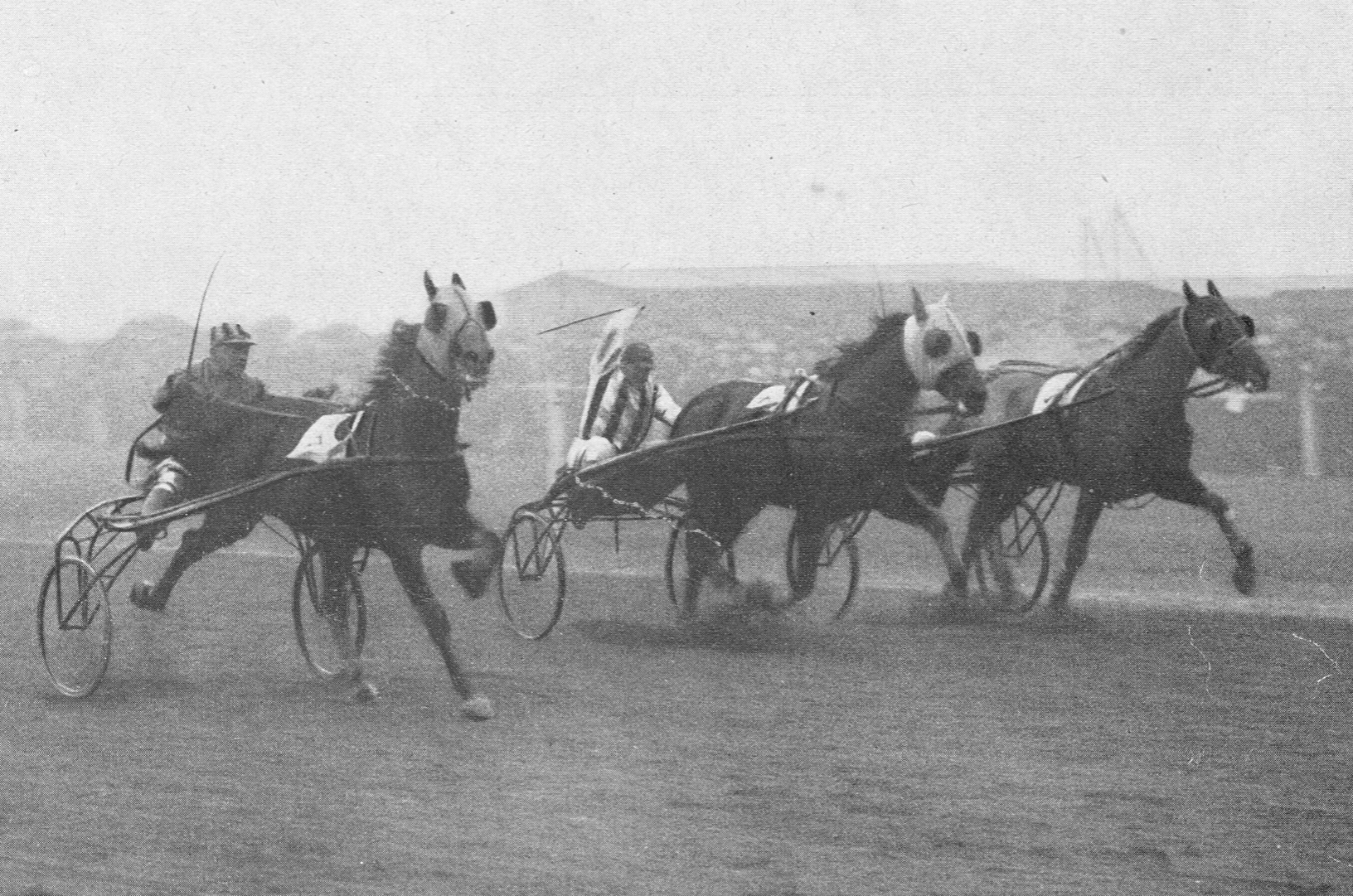
La victoire au sulky de Passeport (à gauche) dans le Prix d'Amérique 1924.

- Prix d'Amérique – 6 – 1924 (Passeport), 1935, 1937 (Muscletone), 1938, 1939 (De Sota), 1951 (Mighty Ned).
- Prix de Belgique – 2 – 1935 (Cheer), 1937 (Muscletone).
- Prix de Copenhague – 1 – 1937 (Muscletone).
- Prix de Buenos-Aires – 1 – 1937 (Muscletone).